# Emil Grassert
Emil Grassert (* 28. August 1919 in Schossendorf, Tschechoslowakei; † 2003 in Lübeck) war ein deutscher Maler, Grafiker und Glasmaler.

## Leben
Emil Grassert studierte an der Staatsfachschule für Glasindustrie in Haida (heute Nový Bor). 1940 wurde er zum Kriegsdienst eingezogen. 1945 fand er eine neue Heimat in Lübeck, wo er 1943 Dora-Lisa Hermine Sinsel geheiratet hatte.
Ab 1949 konnte er sein Studium an der Kunsthochschule Hamburg in den Fächern Malerei, Kunstgeschichte und angewandter Kunst fortsetzen. Nach dessen Abschluss arbeitete er als freiberuflicher Künstler. Über den Architekten Gerhard Langmaack erhielt er Aufträge zur künstlerischen Gestaltung von Kirchenfenstern.

Siegel der Universität Lübeck

Ab 1964 arbeitete er als Grafiker für medizinisch-wissenschaftliche Grafik der damaligen Medizinischen Hochschule und heutigen Universität zu Lübeck. Er entwarf deren Siegel, das noch heute von der Universität mit angepasster Umschrift als Emblem verwendet wird.
Seine Witwe vermachte den gesamten künstlerischen Nachlass Grasserts dem Museumsquartier St. Annen.

## Werke
- Glasfenster in St. Philippus (Lübeck) 1957 und 1995
- Glasfenster Thomaskirche (Espelkamp) 1963
- Glasfenster Pauluskirche (Wolfsburg)

## Ausstellungen
- 2016 Gedenkausstellung in der Kunsthalle St. Annen, Lübeck